# Treharris
Treharris ist eine Kleinstadt in der südwalisischen Principal Area Merthyr Tydfil County Borough mit dem Status einer Community. Beim Zensus 2011 hatte die Kleinstadt 7.705 Einwohner, die Einwohnerzahl der eigentlichen Community belief sich auf 6.356 Menschen.

## Geographie
Treharris liegt in den South Wales Valleys in Südwales nördlich von Cardiff und westlich von Blackwood direkt an der Mündung des Bargod Taf in den River Taff. Das Stadtzentrum liegt direkt nördlich der Mündung am Hang des Bergrückens des Mynydd y Capel. Mehrere weitere Stadtteile liegen auf derselben Flussseite des River Taff: westlich des Stadtzentrums Edwardsville und südlich des Zentrums Quakers Yard. Beide Stadtteile liegen wie das Stadtzentrum nur unweit des Ufers des River Taffs. Mit Pentwyn Berthlŵyd liegt noch ein weiterer Stadtteil auf der linken Flussseite des River Taff, doch er liegt östlich von Quakers Yard und damit etwas entfernter vom Ufer. Er erstreckt sich aber recht weit nach Norden bis zur Mündung des Nant Caeach in den Bargod Taf. Auf der gegenüberliegenden Seite des Nant Caeach findet sich hier der nordöstlichste Stadtteil von Treharris namens Trelewis. Ein letzter Stadtteil namens Goitre Coed liegt weitaus zentraler südwestlich des Stadtzentrums auf der gegenüberliegenden des River Taffs in einer Flussschlinge. Der urbane Raum der Stadt umfasst noch das etwas südöstlich von Treharris gelegene Nelson.
Verwaltungsgeographisch ist Treharris im Prinzip in zwei Teile geteilt. Der Stadtteil Trelewis, der nordöstlichste Teil der Stadt, gehört zur Community Bedlinog, deren gleichnamiger Hauptort etwas nördlicher flussaufwärts des Bargod Taf liegt. Die walisische Community entspricht dabei grob der deutschen Gemeinde. Die übrige Stadt bildet eine eigene Community, die auch Treharris heißt. Sie umfasst neben der übrigen Stadt auch noch größere Teile Umland: im Norden noch weite Teile des Bergrückens des Mynydd y Capel mitsamt mehrerer Bauernhöfe, der Bäche Nant Ddu und Nant Cothi und der Forste Coed Cwm-cothi und Coed Cefn-fforest, im Süden noch Ländereien mit der Mündung des Nant Mafon und dem südlich davon gelegenen Whitehall Golf Course sowie im Westen den östlichen Teil eines weiteren Bergrückens, nämlich des Craig-yr-Efail. Weiterhin liegt Treharris verwaltungsgeographisch in der Principal Area Merthyr Tydfil County Borough, dessen südlichste Community Treharris ist. Südwestlich liegt bereits die Principal Area Rhondda Cynon Taf, im Südosten schließt sich der Caerphilly County Borough an. Wahlkreisgeographisch ist die Community Teil des britischen Wahlkreises Merthyr Tydfil and Rhymney beziehungsweise von dessen walisischem Pendant. Auch hier ist Treharris der südlichste Teil.

## Geschichte
Die gesamten South Wales Valleys waren während der Industrialisierung als Kohleregion bekannt. Auch die Geschichte von Treharris ist eng mit dem Kohleabbau verbunden, lag doch auf dem Gelände des heutigen Taff Bargod Park die Deep Navigation Colliery, eine überregional wichtige Kohlemine. Der Nachname des Eigentümers der ersten Betreibergesellschaft, ein gewisser F. W. Harris, fand sogar Eingang in den heutigen Stadtnamen Treharris. Nachdem ab Mitte des 20. Jahrhunderts der Kohleabbau in Südwales langsam verschwand, orientierte sich Treharris um. Das Gelände der ehemaligen Mine wurde renaturiert. Auch weitere Maßnahmen zur Strukturentwicklung wurden getroffen.

## Infrastruktur
In Treharris gibt es mehrere Kirchen, zwei Grundschulen, eine Polizeiwache und eine Feuerwehr. Die städtische Bücherei ist eine Carnegie-Bibliothek, sie wurde aus dem Vermögen von Andrew Carnegie gestiftet und 1909 eröffnet. Die umkränzten Buchstaben „CL“ auf den Fliesen des Eingangs machen sie als „Carnegie Library“ kenntlich.
Zudem gibt es mehrere kleine Spielplätze, Grünanlagen, Friedhöfe und Parks. Die größten Parks sind der Treharris Park nordwestlich des Stadtzentrums und der Taff Bargod Park zwischen dem Stadtzentrum und Trelewis beiderseits des Bargod Taf. Hinzu kommt noch der Golfplatz im Süden der Community. In der Stadt ansässig ist der Treharris RFC, ein Rugby-Union-Verein.

## Verkehr
Treharris ist ans Eisenbahnnetz angebunden. An der Cardiff and Merthyr Line gibt es einen Bahnhof Quakers Yard, der aber ironischerweise am südlichen Rand von Edwardsville liegt. Auf der anderen Seite der Stadt verläuft am Rand von Trelewis ebenfalls in Nord-Süd-Richtung die Taff Bargoed Branch der Rhymney Railway, die aber Stand 2022 keinen Personenverkehr hat. Darüber hinaus ist die Stadt mit mehreren Fernstraßen versorgt. Die A470 road und die A4054 road verlaufen in Nord-Süd-Richtung am River Taff entlang. Etwas südlich der urbanen Bebauung noch auf dem Gebiet der Community zweigt zudem die A472 road in Richtung Osten ab. Ferner bestehen mehrere Anbindungen ans regionale Busnetz. So bestehen direkte Busverbindungen von Treharris bis nach Merthyr Tydfil, Pontypridd, Blackwood, Ystrad Mynach und Abergavenny.

## Bauwerke
Insgesamt neun Bauwerke auf dem Gebiet der Community Treharris wurden auf die Statutory List of Buildings of Special Architectural or Historic Interest aufgenommen. Darunter sind eine Kapelle im Stadtzentrum und die Bibliothek von Treharris, ein Bauernhof südlich der Stadt und insgesamt sechs Brücken über den River Taff und / oder die Eisenbahnstrecke. Drei dieser Brücken sind auch Grade II* buildings, die übrigen sind als Grade II buildings Bauwerke der niedrigsten Kategorie.